# Partido da Liberdade Inkatha
O Partido da Liberdade Inkatha (em inglês: Inkatha Freedom Party, IFP) é um partido político da África do Sul. Até as eleições de 2004 estava coligado com o Congresso Nacional Africano (CNA), e o seu fundador Mangosuthu Buthelezi era Ministro do Interior nos governos de Nelson Mandela e Thabo Mbeki. IFP é atualmente o quarto maior partido no  Parlamento da África do Sul.

## História

### Era apartheid
A primeira organização que teve o nome Inkatha foi fundada na década de 1920 pelo rei dos zulus, Solomon ka Dinizulu, tio de Buthelezi. Era um movimento cultural ("inkatha" é o nome dum símbolo da unidade dos zulus) com o objetivo de "promover o desenvolvimento dos zulus, nos planos espiritual, econômico, educacional e político". Para além destes objetivos, está ainda explícito no seus estatutos de 1975, que o movimento Inkatha deveria cooperar com "todos os movimentos progressistas e nacionalistas africanos e partidos políticos com vista à completa erradicação de todas as formas de colonialismo, neocolonialismo, racismo, imperialismo e discriminação". No entanto, na década de 1980, o Inkatha transformou-se num grupo paramilitar, com Buthelezi preparando-se para passar de chefe tribal a governante nacional.
Até fevereiro de 1990, quando o CNA voltou a ser autorizado, o Inkatha era a única organização que o governo sul-africano reconhecia como representativo das opiniões dos negros daquele país, uma vez que, apesar do seu programa incluir alguns aspectos dos movimentos de libertação, esta organização opunha-se a ações concretas tais como a luta armada e a aplicação de sanções. Em 1986, o Inkatha formou um sindicato denominado Sindicato Unido dos Trabalhadores da África do Sul (UWUSA; United Workers Union of South Africa), que era contra as sanções, ao contrário do Congresso Sul-Africano de Sindicatos (COSATU; Congress of South African Trade Unions) que era próximo do CNA.

### Declinio eleitoral
Após as eleições de 1994, o IFP sofreu um declínio gradual no apoio. O partido cedeu o controle da província de Cuazulo-Natal ao CNA após as  eleições gerais de 2004 e sua presença no norte de Cuazulo-Natal, seu reduto, começou a diminuir.
Após os resultados do partido nas eleições gerais de 2009, os membros do partido começaram a debater uma mudança na liderança para as eleições locais de 2011. Buthelezi já havia anunciado sua aposentadoria, mas desistiu. A política sênior do IFP, Zanele kaMagwaza-Msibi, queria que Buthelezi renunciasse e tinha apoiadores que defendiam que ela assumisse a liderança do partido. Mais tarde, ela renunciou ao partido e formou um partido separatista, o Partido da Liberdade Nacional (NFP). O NFP obteve 2,4% dos votos nacionais e 10,4% em Cuazulo-Natal nas eleições municipais de 2011, principalmente à custa do IFP.
Nas eleições gerais de 2014, o partido alcançou seus níveis de apoio mais baixos desde 1994. O partido perdeu seu status de oposição oficial na legislatura de Cuazulo-Natal para a Aliança Democrática. Nacionalmente, o partido perdeu oito assentos na Assembleia Nacional. O fator NFP também contribuiu para o declínio do IFP a nível nacional e provincial. 
Buthelezi disse mais tarde em 2019 que a razão pela qual o partido havia perdido o apoio era porque o presidente do CNA, Jacob Zuma, era da tribo zulu. Ele insistiu que o êxodo dos eleitores que deixaram o IFP ocorreu por motivos étnicos.

### Ressurgimento e sucessão
Nas eleições municipais de 2016, o apoio do partido cresceu pela primeira vez desde 1994. O partido recuperou o apoio no norte de Cuazulo-Natal. Aliado a isto, o CNA e a Aliança Democrática (DA) sugeriram que o NFP não poderia participar da eleição, fator que contribuiu para o aumento do apoio do partido. O partido conseguiu manter o controle do município local de Nkandla, residência do ex-presidente do CNA, Jacob Zuma.
Em outubro de 2017, Buthelezi anunciou que deixaria o cargo de líder do IFP na Conferência Geral Nacional do partido em 2019. O Conselho Nacional Amplo do partido prometeu seu apoio a Velenkosini Hlabisa para suceder Buthelezi. O partido aumentou seu apoio nas eleições gerais de maio de 2019 e recuperou o título de oposição oficial em Cuazulo-Natal. Hlabisa tornou-se o líder da oposição na legislatura, já que era o principal candidato do partido. Buthelezi confirmou sua intenção de deixar o cargo de líder. Hlabisa foi eleito presidente do IFP na 35ª Conferência Geral Nacional do partido em agosto de 2019.

## Resultados eleitorais

### Eleições gerais
| Data | Líder                | Votos     | %         | Deputados | +/- | Status   |
| ---- | -------------------- | --------- | --------- | --------- | --- | -------- |
| 1994 | Mangosuthu Buthelezi | 2 058 294 | 10,5 (3º) | 43 / 400  |     | Governo  |
| 1999 | Mangosuthu Buthelezi | 1 371 477 | 8,6 (3º)  | 34 / 400  | 9   | Oposição |
| 2004 | Mangosuthu Buthelezi | 1 088 664 | 7,0 (3º)  | 28 / 400  | 6   | Oposição |
| 2009 | Mangosuthu Buthelezi | 804 260   | 4,6 (4º)  | 18 / 400  | 10  | Oposição |
| 2014 | Mangosuthu Buthelezi | 441 854   | 2,4 (4º)  | 10 / 400  | 8   | Oposição |
| 2019 | Mangosuthu Buthelezi | 588 839   | 3.3 (4º)  | 14 / 400  | 4   | Oposição |